# Warning (singolo Green Day)
Warning è un singolo del gruppo musicale statunitense Green Day, pubblicato l'11 dicembre 2000 come secondo estratto dall'album omonimo.

## Tracce
CD singolo – parte 1
1. Warning (Album Version)
2. Scumbag
3. I Don't Want to Know If You Are Lonely(Husker Dü cover)

CD singolo – parte 2
1. Warning (Album Version)
2. Outsider (Ramones cover)
3. Suffocate

CD singolo (Australia) – Warning/Minority
1. Warning
2. Minority
3. Scumbag
4. Outsider (Ramones cover)

7" – 1ª versione
- Lato A

1. Warning

- Lato B

1. Scumbag
2. Outsider (Ramones cover)

7" – 2ª versione
- Lato A

1. Warning

- Lato B

1. Suffocate

## Formazione
- Billie Joe Armstrong - voce e chitarra
- Mike Dirnt - basso e voce
- Tré Cool - batteria

## Classifiche
| Classifica (2000)             | Posizione massima |
| ----------------------------- | ----------------- |
| Australia                     | 19                |
| Italia                        | 49                |
| Nuova Zelanda                 | 37                |
| Regno Unito                   | 27                |
| Regno Unito (rock & metal)    | 1                 |
| Stati Uniti                   | 114               |
| Stati Uniti (alternative)     | 3                 |
| Stati Uniti (mainstream rock) | 24                |